# لوثر بلو
لوثر بلو (بالإنجليزية: Luther Blue)‏ هو لاعب كرة القدم الكندية أمريكي، ولد في 21 أكتوبر 1954 في فالدوستا في الولايات المتحدة.

## وصلات خارجية
- لوثر بلو على موقع مرجع كرة القدم المحترفة.كوم (الإنجليزية)
- لوثر بلو على موقع JustSportsStats.com (الإنجليزية)